# Волібуж
Волібуж (пол. Wolibórz, нім. Volpersdorf) — село в Польщі, у гміні Нова Руда Клодзького повіту Нижньосілезького воєводства.
Населення — 1094 особи (2011).
У 1975-1998 роках село належало до Валбжиського воєводства.

## Демографія
Демографічна структура станом на 31 березня 2011 року:
|          | Загалом | Допрацездатний вік | Працездатний вік | Постпрацездатний вік |
| -------- | ------- | ------------------ | ---------------- | -------------------- |
| Чоловіки | 553     | 102                | 391              | 60                   |
| Жінки    | 541     | 81                 | 332              | 128                  |
| Разом    | 1094    | 183                | 723              | 188                  |